# Enrique Ballesteros
Enrique Ballesteros (Colonia del Sacramento, 1905. január 18. – Montevideo, 1969. október 11.), világbajnok uruguayi válogatott labdarúgókapus.
Az uruguayi válogatott tagjaként részt vett az 1930-as világbajnokságon, illetve az 1935-ös és az 1937-es Dél-amerikai bajnokságon.

## Sikerei, díjai
Rampa Juniors
- Uruguayi bajnok (1): 1927

Peñarol
- Uruguayi bajnok (3): 1935, 1936, 1937

Uruguay
- Világbajnok (1): 1930
- Dél-amerikai bajnok (1): 1935

## Külső hivatkozások
- Statisztika az RSSSF.com honlapján